# Stjärnsystrar
Stjärnsystrar är en dansk-finländsk-norsk-svensk film från 1999 i regi av Tobias Falk.
Den hade premiär den 5 mars 1999. Filmen är Tobias Falks långfilmsdebut.

## Handling
En natt på ett sjukhus i Norrland föds tre flickor som alla döps till Johanna. Samtidigt tänds en ny stjärna på himlen. De växer upp ovetande om varandra. Åtta år senare träffas de.

## Rollista
- Teresa Niva – röda Johanna
- Vania Panes Lundmark – mörka Johanna
- Fanny Kivimäki – ljusa Johanna
- Tintin Anderzon – Sonja, röda Johannas mamma
- Palle Granditsky – Anders
- Mona Malm – Susanne
- Fredrik Hammar – William, ljusa Johannas pappa
- Jan Mybrand – Johan, röda Johannas pappa
- Mikael Rundquist – Martin, mörka Johannas pappa
- Anna Norberg – Ann, ljusa Johannas mamma
- Niklas Falk – läkaren

## Produktion
Filmen som var en nordisk samproduktion producerades av Filmlance International i samproduktion med Filmpool Nord, Kinoproduction Oy, Yellow Cottage, FilmhusAteljéerna och Nordisk Film med stöd från Svenska Filminstitutet, Danska filminstitutet, Finlands filmstiftelse och Nordisk Film- & TV Fond. Filmen distribuerades i Sverige av Sonet Film.
Filmen spelades in den 5 april–15 maj 1998 i Kiruna med omnejd. De tre flickorna som spelar Johannorna kommer alla från Kiruna och gör sina egna stunts i filmen, däribland skoterkörning.

## Visningar och utgivning
Filmen har även visats på SVT1 ett flertal gånger och getts ut på VHS i Sverige av Sonet Film och Sandrews.

## Musik i filmen
- Rosor i snö, musik Mikael Sundin, text Mikael Sundin och Johan Bogaeus
- Shine on Me, text och musik Mikael Sundin
- Stjärnsystrar, text och musik Mikael Sundin

## Utmärkelser
- Internationella barnfilmfestivalen i Montréal – Grand Prix de Montréal